# Shayne Ward
Shayne Thomas Ward (Tameside, Gran Mánchester; 16 de octubre de 1984) es un cantante y actor británico. Saltó a la fama como ganador de la segunda temporada de The X Factor. Su sencillo debut, «That's My Goal», salió a la venta en el Reino Unido el 21 de diciembre de 2005 y alcanzó el número uno en la UK Singles Chart, siendo el número uno de las Navidades de ese año. Vendió 313.000 copias en su primer día de venta, lo que lo convierte en el tercer sencillo de venta más rápida de todos los tiempos en el Reino Unido, por detrás de «Candle in the Wind 1997» de Elton John y «Evergreen» de Will Young.
Ward fue el primer ganador de The X Factor que lanzó una canción original como sencillo ganador. Su premio, como ganador, fue un contrato de grabación con el sello discográfico Syco de Simon Cowell, que es copropiedad de Sony Music. Su álbum de debut homónimo se publicó en abril de 2006. Debutó en el número uno de las listas de álbumes de Irlanda y el Reino Unido, y fue 4 veces disco de platino en Irlanda y disco de platino en el Reino Unido. Con él se publicaron dos sencillos de éxito: «No Promises» y «Stand by Me». El álbum siguiente, Breathless, con los éxitos «If That's OK with You» y «No U Hang Up», se publicó en noviembre de 2007 y alcanzó el primer puesto en las listas irlandesas, donde fue 5 veces disco de platino.
En noviembre de 2010, tras un receso de tres años, Ward lanzó su tercer álbum, Obsession. A diferencia de los anteriores, tuvo un rendimiento inferior, con unas ventas en la primera semana de menos de 23.000 unidades, y no alcanzó el top 10 ni en el Reino Unido ni en Irlanda. En 2011, Ward fue despedido por Syco. En 2015, lanzó un nuevo álbum, Closer, como artista independiente, financiado a través de PledgeMusic.

## Primeros años
Ward nació el 16 de octubre de 1984 en Tameside, Gran Mánchester, Inglaterra, de padres irlandeses itinerantes que se establecieron en el Reino Unido. Estudió en la secundaria St. Peter's RC de Mánchester. En 2002, llegó a los treinta finalistas de Popstars: The Rivals. Antes de su participación en The X Factor, Ward formaba parte de una banda llamada Destiny con dos mujeres llamadas Tracy Murphy y Tracey Lyle, actuando en pubs, clubes y bodas.

## Carrera

### 2005–2008:The X Factor,Shayne WardyBreathless
A principios de 2005, Ward participó en la segunda edición de The X Factor. Él impresionó a los tres jueces (Simon Cowell, Sharon Osbourne y Louis Walsh) y pasó a las siguientes fases. Una vez en el programa entró en el grupo de 16 a 24 años, cuyo mentor era Louis. Rápidamente Shayne Ward se convirtió en el favorito para ganar el programa. Una vez en la gran final, Ward fue coronado ganador gracias a más de 10.8 millones de votos telefónicos, ganando así la oportunidad de grabar un disco. Después de la competición, su mentor Louis Walsh se convirtió en su mánager.
Inmediatamente después de su victoria en Factor X, Shayne Ward firmó un contrato con Sony BMG, y su primer sencillo "That's My Goal", fue lanzado en Reino Unido el 21 de diciembre de 2005, vendiendo 742.000 copias (313.000 el primer día), convritiéndose en el número uno en las navidades de 2005. Se mantuvo en las más altas posiciones durante 4 semanas y en el Top 75 hasta junio de 2006 (21 semanas). Hasta la fecha "That's My Goal" ha vendido más de 1.300.000 de copias.
Su segundo sencillo, "No Promises" una versión de Bryan Rice, salió a la venta en 10 de abril de 2006, llegando al número dos en el UK Singles Chart. Su primer álbum debut se llamó Shayne Ward y fue lanzado el lunes 17 de abril, vendiendo cerca de 95.000 copias los dos primeros días de su salida; al final de la semana, el disco había vendido 201.266 copias y se colocó en el número uno en Reino Unido. Más tarde Ward vendió 520.000 copias en Reino Unido y otras 200 mil en el resto del mundo, siendo número uno en otros ocho países.
El tercer sencillo, fue "Stand by Me" colocándose en el número 14 de las listas británicas y en el puesto 9 en Irlanda.
En agosto de 2006 fue operado de nódulos en los pliegues vocales.
El 21 de enero de 2007 comenzó en Dublín la primera gira de conciertos de Ward, terminando en Birmingham el 17 de febrero de 2007.
Después de una exitosa gira debut, salió a la venta un doble sencillo (primeros singles de su segundo álbum) el 14 de septiembre de 2007 ("If That's OK with You"/"No U Hang Up"). Se posicionó en el puesto n.º 2 en Reino Unido. Ambos singles fueron publicados por separado en Irlanda estrenándose en el puesto once y llegando al 1 más tarde.
Su segundo álbum Breathless, fue lanzado el 26 de noviembre de 2007. Debutó en el número dos de UK Albums Chart y vendió más de 95,000 copias la primera semana. El 19 de noviembre Ward anunció que su segundo sencillo sería el tema que da título al álbum "Breathless".
En Reino Unido el disco ha sico certificado como disco de platino por vender más de 450,000 copias.
En mayo de 2008 comenzó la nueva gira de Shayne Ward, llamada The Breathless Tour 2008. Comenzó en el O2 Arena de Londres y visitó su ciudad natal, Mánchester en el MEN Arena. Además hizo conciertos por Irlanda, Sudáfrica y Asia entre otros lugares.

### 2009–2015:Obsession,Closery otros proyectos
Ward empezó a trabajar en su tercer álbum en 2009 con los productores RedOne y Taio Cruz. El álbum, titulado Obsession, salió a la venta el 15 de noviembre de 2010. El cantante trabajó con compositores como Savan Kotecha, Quiz & Larossi y Lucas Secon, mientras que las canciones producidas por RedOne y Taio Cruz no se incluyeron. El primer sencillo del álbum es una versión del sencillo de Nickelback de 2008, «Gotta Be Somebody». La versión de Ward se publicó el 7 de noviembre de 2010 y alcanzó el número 12 en el Reino Unido y el número 10 en Irlanda. El vídeo de la canción se estrenó el 29 de octubre de 2010 e interpretó la canción en The X Factor el 7 de noviembre. Ward también actuó en el certamen de Miss Mundo, que se celebró en Sanya, China. Hizo su primera aparición en televisión en más de dos años, en Live from Studio Five al día siguiente de su aparición en X Factor, donde también interpretó su sencillo. El álbum alcanzó el número 11 en Irlanda el 19 de noviembre y llegó al número 15 en el Reino Unido el 21 de noviembre. El 8 de marzo de 2011, Ward interpretó el tema principal del álbum Obsession en The Alan Titchmarsh Show.

### 2015–2023:Coronation Streety nueva música
El 21 de agosto del 2015 se unió al elenco principal de la serie Coronation Street donde interpretó al empresario Aidan Connor, el hermano de Kate Connor y Carla Connor, hasta el 7 de mayo del 2018 después de que su personaje decidiera quitarse a vida.

### 2024–presente:Strictly Come Dancing
A partir del 14 de septiembre de 2024, Ward fue participante de la vigesimosegunda temporada de Strictly Come Dancing, formando pareja con Nancy Xu. El 10 de noviembre de 2024, Ward fue expulsado por los jueces del programa y se convirtió en la séptima celebridad eliminada de la competición.

## Vida personal
De 2012 a 2014, Ward estuvo comprometido con la actriz Faye McKeever.
El 2 de agosto de 2016, Ward anunció que él y su pareja, la ex actriz de Hollyoaks, Sophie Austin, esperaban su primer hijo. El 3 de diciembre de 2016 nació su primera hija. En diciembre de 2017, Ward anunció su compromiso con Austin. El 11 de junio de 2022 nació su segundo hijo, un niño. Ward y Austin habían sido informados previamente de que esperaban una niña, por lo que Ward comentó que el nacimiento de su hijo había dejado a la pareja «encantada y bendecida».

## Filmografía
| Año           | Título                | Personaje     | Notas                          |
| ------------- | --------------------- | ------------- | ------------------------------ |
| 2005          | The X Factor          | Él mismo      | Ganador de la temporada 2      |
| 2015–2018     | Coronation Street     | Aidan Connor  | 367 episodios                  |
| 2019          | The Ascent            | Will Stanton  |                                |
| 2020          | G-Loc                 | Jimmy         |                                |
| 2023–presente | The Good Ship Murder  | Jack Grayling | 8 episodios                    |
| 2024          | Doctors               | Kenny Webb    | Guest                          |
| 2024          | Strictly Come Dancing | Él mismo      | Concursante de la temporada 22 |

## Discografía
- 2006: Shayne Ward
- 2007: Breathless
- 2010: Obsession
- 2015: Closer

## Premios y nominaciones
| Año  | Categoría          | Premio             | Serie             | Resultado |
| ---- | ------------------ | ------------------ | ----------------- | --------- |
| 2016 | Best Newcomer      | Inside Soap Award  | Coronation Street | Ganó      |
| 2016 | Sexiest Male       | Inside Soap Award  | Coronation Street | Nominado  |
| 2016 | Best Soap Newcomer | TV Choice Award    | Coronation Street | Ganó      |
| 2016 | Best Newcomer      | British Soap Award | Coronation Street | Nominado  |